# Kolonia Jaźwiny
Kolonia Jaźwiny – kolonia w Polsce, położona w województwie łódzkim, w powiecie sieradzkim, w gminie Złoczew.
Wchodzi w skład sołectwa Łeszczyn.
W latach 1975–1998 Jaźwiny administracyjnie należały do województwa sieradzkiego.
Przed 2023 r. miejscowość nosiła nazwę Jaźwiny i była częścią wsi Łeszczyn.